# Sinfonia per Antigenida
La Sinfonia per Antigenida è una composizione di Gian Francesco Malipiero del 1962.
Con essa si può parlare di un nuovo stile malipieriano, ricco di mutamenti linguistici che già si erano fatti sentire durante la metà degli anni Cinquanta.
Il pezzo riprende il titolo sinfonia, abbandonato da più di dieci anni dall'autore, cioè dal 1951, quando aveva composto la Sinfonia dello Zodiaco.
Malipiero, in testa all'edizione della partitura, spiega che «Antigenida tebano antichissimo e peritissimo sonator di piffero ebbe un discepolo chiamato Ismenia, il quale avendo fatto delle cose della musica buonissimo acquisto, per una disavventura appresso il popolo non fu molto grato. Laonde stando mal contento, e avendosi di ciò accorto, Antigenida gli disse: non ti curare Ismenia del popolo, percioché basta chu tu piaccia a me e alle Muse...». 
La prima esecuzione della Sinfonia per Antigenida ebbe luogo a Francoforte nel dicembre del 1962.
L'unica incisione mondiale è stata eseguita dall'Orchestra Sinfonica di Mosca diretta da Antonio de Almeida.

## Stile
Il brano è in un unico movimento, pieno di dissonanze ed episodi contrastanti, della durata approssimativa di 15 minuti. L'ottavino assume un ruolo quasi concertante e in più di un punto il consueto linguaggio modaleggiante di Malipiero lascia spazio a procedimenti cromatici e asprezze espressionistiche. Le principali difficoltà esecutive della Sinfonia per Antigenida  consistono nel riuscire ad esaltare la fitta e spigolosa trama contrappuntistica senza che il discorso risulti un'accozzaglia confusa di note.
La sinfonia si articola in 4 tempi:
- Ritenuto
- Lento
- Allegro
- Lento